# Среднє Гамельне
Среднє Гамельне (словен. Srednje Gameljne) — поселення в общині Любляна, Осреднєсловенський регіон, Словенія. Висота над рівнем моря: 323,4 м.